# Пърбек (община)
Община Пърбек (на английски: Purbeck District) е една от осемте административни единици в област (графство) Дорсет, регион Югозападна Англия. Населението на общината към 2010 година е 45 190 жители разпределени в множество селища на територия от 404.40 квадратни километра. Административен център е град Уеърхам.

## География
Общината е разположена в централната южна част на графството па крайбрежието към Английския канал по известен с наименованието Ла Манш. Бреговата линия е част от известния „Юрски бряг“ („Jurassic Coast“), включен към световното природно наследство под егидата на ЮНЕСКО. Около половината от територията на Пърбек лежи върху едноименния полуостров, североизточно от който се разстила големия залив на Пул.
По-големи населени места на територията на общината:
| град    | на английски | население (2010) |
| ------- | ------------ | ---------------- |
| Уеърхам | Wareham      | 5580             |
| Суонидж | Swanage      | 9840             |
| Уул     | Wool         | 4118             |